# Piletosoma
Piletosoma é um gênero de mariposa pertencente à família Crambidae.